# La Providencia, Zongolica
La Providencia är en ort i Mexiko.   Den ligger i kommunen Zongolica och delstaten Veracruz, i den sydöstra delen av landet, 260 km öster om huvudstaden Mexico City. La Providencia ligger 318 meter över havet och antalet invånare är 152.
Terrängen runt La Providencia är bergig västerut, men österut är den kuperad. Runt La Providencia är det ganska tätbefolkat, med 100 invånare per kvadratkilometer. Närmaste större samhälle är Cosolapa, 19,9 km öster om La Providencia. I omgivningarna runt La Providencia växer huvudsakligen savannskog.